# Villa Colonia we Wrocławiu

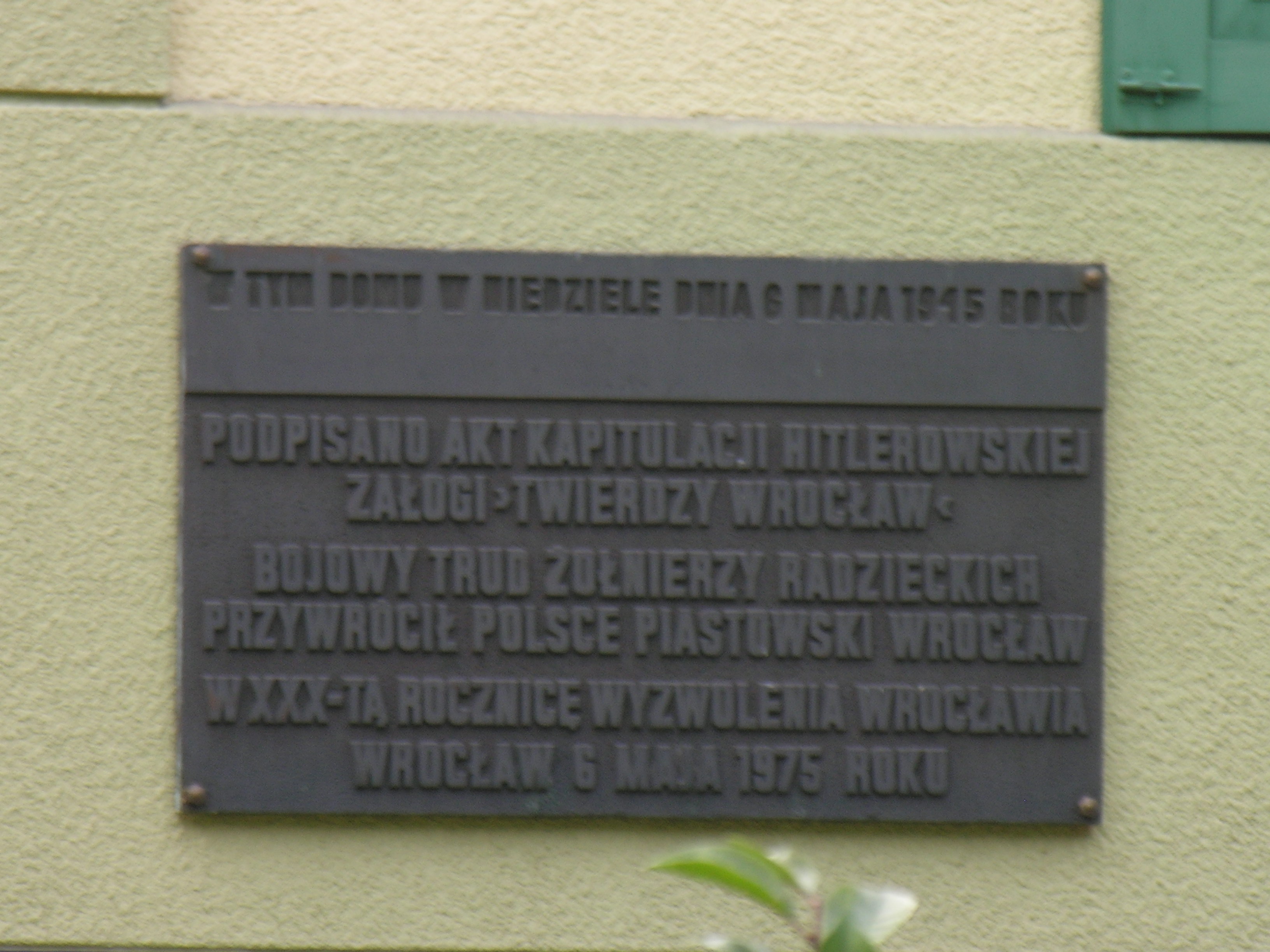
Tablica na Willi Colonia upamiętniająca podpisanie kapitulacji Wrocławia

Villa Colonia – dom willowy w stylu landhausu we Wrocławiu na Krzykach przy ul. Rapackiego 14 (dawniej Kaiser Wilhelm Strasse), w którym podpisano kapitulację Festung Breslau.
Pochodzenie nazwy willi nie jest znane – we wrocławskich legendach powtarzano, że pochodzi od wody kolońskiej. Najprawdopodobniej nazwa rezydencji wzięła się od jej specyficznej lokalizacji i oznacza "sadybę skrajną, najdalej wysuniętą, peryferyjną enklawę objęta granicą wpływów, zagospodarowania, czyli „kolonizacji”.
Budynek wpisany do Gminnej Ewidencji Zabytków pod numerem 7272. Od 22 maja 2023 r. budynek widnieje w rejestrze zabytków nieruchomych województwa dolnośląskiego.

## Historia

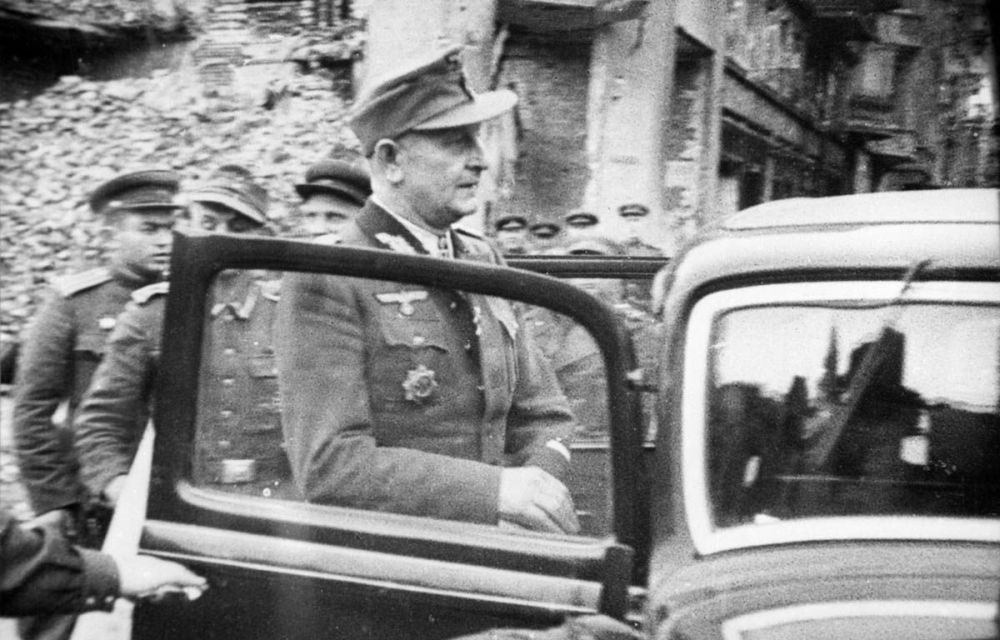
Gen, Niehoff udaje się do Villa Colonia podpisać kapitulację Festung Breslau

Willę zbudowano w 1905 (lub ok. 1911) dla Theodora Lutzenkirchena. Połączono ją ze zbudowanym sześć lat wcześniej domem jednorodzinnym znajdującym się przy dawnej "Krieternstrasse" (dziś ul. ks. Pawła Wawrzyniaka). Według niektórych źródeł wynajmował ją opolski aptekarz Wieczorek, a następnie Hans Günther Olowinsky. Podczas oblężenia Wrocławia w willi stacjonował sztab 22. Korpusu Piechoty. W willi generałowie Hermann Niehoff i Władimir Głuzdowski 6 maja 1945 podpisali kapitulację Festung Breslau. Warunki kapitulacyjne spisano wcześniej w sztabie przy ul. Kamiennej. Przez 25 lat utrzymywano w tajemnicy miejsce podpisania kapitulacji; przypuszczano, że odbyło się to w Pszennie koło Świdnicy. Miejsce zidentyfikował prof. Karol Jonca na początku lat 60. XX w. i podał do wiadomości w książce „Upadek Festung Breslau”, co potwierdzili Rosjanie.
Po wojnie kilka lat mieściła się w niej izba skarbowa. Następnie dom zamieszkiwali pracownicy naukowi wrocławskich uczelni, m.in. prof. Edmund Klein i dr hab. Władysław Nadwyczawski. Potem znajdował się w rękach prywatnych, a w 2020 r. został wystawiony na sprzedaż. Na domu wmurowana jest odsłonięta w 1975 tablica upamiętniająca podpisanie aktu kapitulacyjnego. Tablica wykonana była z gipsu; kolejną, metalową tablicę wmurowano w latach 1990 roku i umieszczono w bardziej widocznym miejscu.

## Opis architektoniczny
Budynek dwukondygnacyjny, podpiwniczony z dwukondygnacyjnym poddaszem. Część wyposażenia pochodzi z czasów przedwojennych. Całkowita powierzchnia budynku wynosi 590 m². Budynek został wzniesiony jako ostatni, patrząc w kierunku południowym, obiekt w ramach regulacji granic Krietern (aktualnie Krzyki)".  